# Morris-Turnberry
Morris-Turnberry es un municipio canadiense situado en la provincia de Ontario.

## Superficie
Morris-Turnberry tiene una superficie de 376,89 km².

## Demografía
En 2021, tenía 3590 habitantes, una densidad poblacional de 9,5 hab./km², y 1283 viviendas.